# Serjania fusca
Serjania fusca är en kinesträdsväxtart som beskrevs av Ludwig Radlkofer. Serjania fusca ingår i släktet Serjania och familjen kinesträdsväxter. Inga underarter finns listade i Catalogue of Life.